# Václava Domšová
Václava Domšová (rozená Johnová) (23. září 1957 Ledeč nad Sázavou – 6. července 2014) byla česká politička a zootechnička, v letech 2002 až 2008 senátorka za obvod č. 48 – Rychnov nad Kněžnou, v letech 2008 až 2014 zastupitelka Královéhradeckého kraje, bývalá starostka obce Deštné v Orlických horách.

## Život
V letech 1977 až 1982 studovala na Vysoké škole zemědělské v Praze. V období 1982–1989 pracovala jako zootechnička ve státním podniku Velkovýkrmny Smiřice, následně pak působila jako tajemnice Obecního úřadu v Deštném v Orlických horách (1990 až 1994). V letech 1994 až 2002 byla starostkou obce Deštné v Orlických horách, členkou Okresního shromáždění v Rychnově nad Kněžnou, předsedkyně dobrovolného svazku obcí Region Orlických hor, členkou rady Euroregionu Glacensis.
Václava Domšová zemřela 6. července 2014 po dlouhé těžké nemoci. Byla rozvedená a měla dvě děti.

## Politické působení
V letech 2002 až 2008 byla senátorkou Parlamentu České republiky (nestraník za SNK ED) v obvodu č. 48 – Rychnov nad Kněžnou. Post senátorky se pokoušela obhájit ve volbách do Senátu PČR v roce 2008, když kandidovala opět jako nestraník za SNK-ED. Postoupila sice do druhého kola, ale v něm ji poměrem hlasů 59,60 % : 40,39 % porazil kandidát ČSSD Miroslav Antl.
V krajských volbách v roce 2008 kandidovala také jako nestraník za SNK-ED do Zastupitelstva Královéhradeckého kraje a byla zvolena. V krajském zastupitelstvu pak do roku 2012 předsedala Výboru pro kulturu a památkovou pěči. Krátce po volbách ještě v roce 2008 vstoupila do SNK-ED, ve straně zároveň působila jako 1. místopředsedkyně Krajské rady SNK-ED Královéhradeckého kraje. V roce 2011 však stranu opustila.
Mandát zastupitelky Královéhradeckého kraje se jí podařilo v krajských volbách v roce 2012 obhájit, když kandidovala jako nestraník za hnutí Východočeši. V roce 2012 kandidovala také ve volbách do Senátu PČR, a to v obvodu č. 47 – Náchod jako nestraník za ANO 2011. Se ziskem 8,35 % hlasů však skončila na 7. místě a nepostoupila ani do druhého kola.